# Russellville (Indiana)
Russellville és una població dels Estats Units a l'estat d'Indiana. Segons el cens del 2000 tenia 340 habitants.

## Demografia
Segons el cens del 2000, Russellville tenia 340 habitants, 137 habitatges, i 90 famílies. La densitat de població era de 656,4 habitants/km².
Dels 137 habitatges en un 35,8% hi vivien nens de menys de 18 anys, en un 52,6% hi vivien parelles casades, en un 5,1% dones solteres, i en un 33,6% no eren unitats familiars. En el 32,1% dels habitatges hi vivien persones soles el 13,9% de les quals corresponia a persones de 65 anys o més que vivien soles. El nombre mitjà de persones vivint en cada habitatge era de 2,48 i el nombre mitjà de persones que vivien en cada família era de 3,12.
Per edats la població es repartia de la següent manera: un 29,4% tenia menys de 18 anys, un 5,6% entre 18 i 24, un 29,7% entre 25 i 44, un 18,8% de 45 a 60 i un 16,5% 65 anys o més.
L'edat mediana era de 36 anys. Per cada 100 dones de 18 o més anys hi havia 89 homes.
La renda mediana per habitatge era de 34.375 $ i la renda mediana per família de 41.458 $. Els homes tenien una renda mediana de 31.827 $ mentre que les dones 25.000 $. La renda per capita de la població era de 15.236 $. Entorn del 4,1% de les famílies i el 6,1% de la població estaven per davall del llindar de pobresa.

## Poblacions més properes
El següent diagrama mostra les poblacions més properes.